# Rokietnica (gromada w powiecie jarosławskim)
Rokietnica – gromada istniejąca w latach 1954–1972.
Gromadę Rokietnica z siedzibą GRN w Rokietnicy utworzono – jako jedną z 8759 gromad na obszarze Polski – w powiecie jarosławskim w woj. rzeszowskim na mocy uchwały nr 21/54 WRN w Rzeszowie z dnia 5 października 1954. W skład jednostki weszły obszary dotychczasowych gromad Rokietnica i Tapin ze zniesionej gminy Chłopice w tymże powiecie. Dla gromady ustalono 27 członków gromadzkiej rady narodowej.
31 grudnia 1961 do gromady Rokietnica włączono wieś Czelatyce ze zniesionej gromady Tuligłowy w tymże powiecie.
Gromada przetrwała do końca 1972 roku, czyli do kolejnej reformy gminnej. 1 stycznia 1973 w powiecie jarosławskim utworzono gminę Rokietnica.